# Phare de Sugar Pine Point
Le phare de Sugar Pine Point est un petit phare situé sur le côté ouest du lac Tahoe, le plus grand lac alpin d'Amérique du nord à 1,897 m d'altitude dans le Comté d'El Dorado (État de la Californie), aux États-Unis.
Ce phare est géré par le Ed Z'Berg Sugar Pine Point State Park .

## Histoire
Le premier phare a été construit en 1919. C'était une petite tour en bois qui a reçu la lumière du phare de Rubicon Point quand celui-ci a été désactivé en 1921. Cette structure a été abandonnée en 1935.
La lumière de Sugar Pine Point est, depuis 1985, une simple balise posée sur un mât d'acier. A une hauteur focale de 4,5 m, il émet un éclat blanc toutes les 4 secondes. Il est automatisé depuis 1985 et alimenté à l'énergie solaire.
Identifiant : ARLHS : USA-916 - USCG : 6-8405 .

### Lien connexe
- Liste des phares de la Californie